# 訪客留言簿
訪客留言簿又稱留言簿、访客簿、访客日志、访客书、访客相册，是一种供访客留下他们的姓名、郵編、电子郵件地址、即時通訊軟件賬號和任何意見的纸质冊子、小本子或網站意見區。在教堂、旅館、民宿、博物馆、学校、圖書館和其他对公众开放的设施中，这种纸质的訪客留言簿很常見。

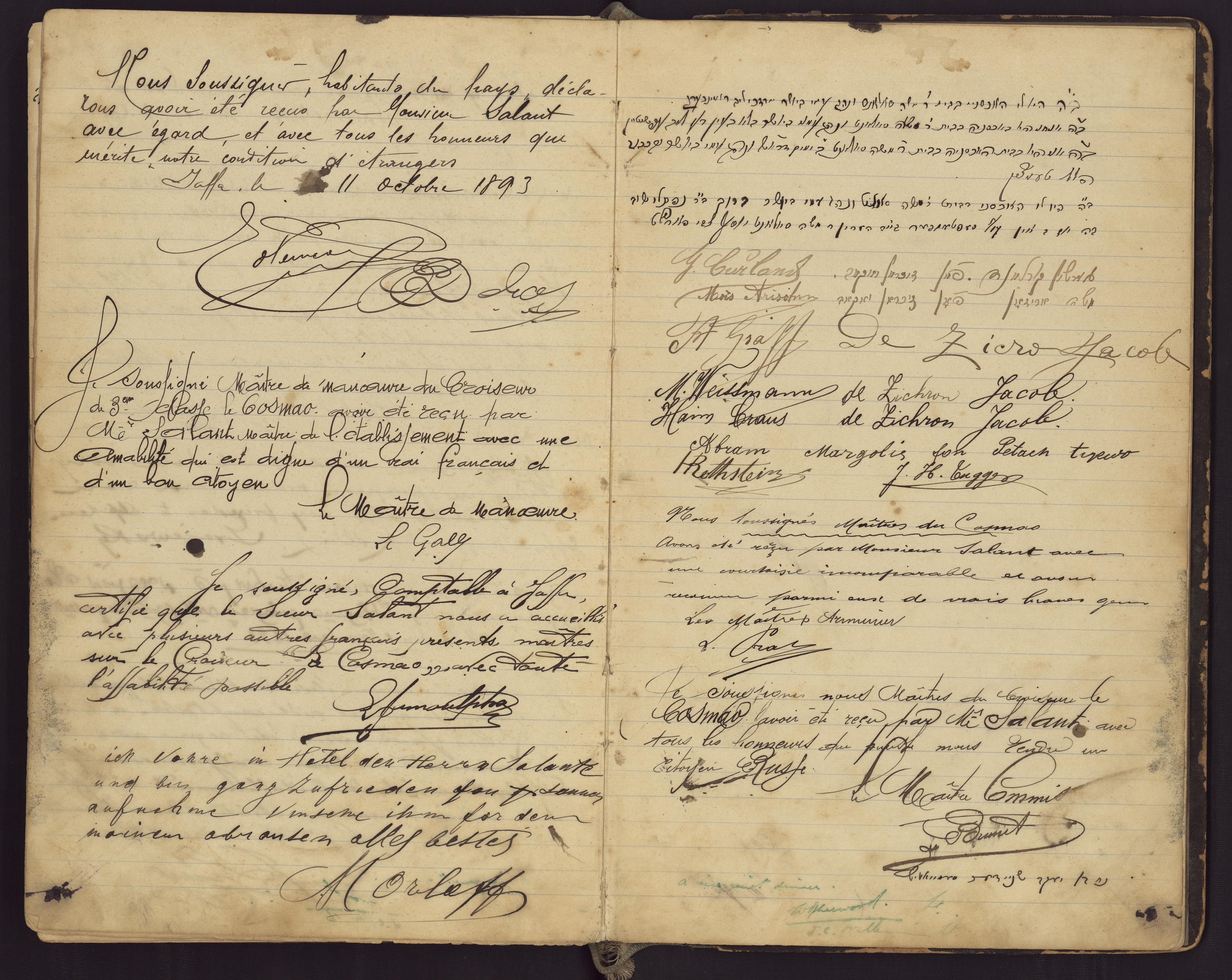
Salant Hotel的留言簿，由以色列国家图书馆收藏

留言簿中提供的姓名和地址经常被圖書館等機構管理者记录和整理，用于统计数据，并在将来与访客联系。